# Matíacs
Els matíacs (en llatí Mattiaci) eren una tribu germànica, potser una branca dels cats (chatti) que els tenien per veïns a l'est. Ocupaven la comarca de Nassau aproximadament el territori que després seria el ducat de Nassau, entre els rius Lahn, Main i Rin.
No se'n fa menció fins al temps de Claudi quan van quedar subjectes a Roma, segons diu Tàcit. Els romans van explotar les mines de plata dels seus territoris i hi van construir fortaleses. L'any 70, durant la revolta de Civilis, els matíacs, els cats i altres tribus, van assetjar la guarnició romana de Moguntiacum (Magúncia).
Després desapareixen de la història i els seus territoris van ser ocupats pels alamans. A la Notitia Dignitatum encara es parla dels matíacs com una de les legions palatines i en relació amb les cohorts dels bataus.
El país dels matíacs era molt famós per les seves aigües termals i la ciutat anomenada Aquae Mattiacae, que és la moderna Wiesbaden, surt repetidament en textos romans (Plini el Vell, Ammià Marcel·lí, Marc Valeri Marcial…). Marcial diu que d'aquell país s'importava una mena de boles de sabó que servien per tenyir els cabells que s'havien tornat grisos.